# 沈家骢
沈家骢（1931年9月3日—），男，浙江绍兴人，中国高分子化学家。吉林大学教授，浙江大学教授，兼任浙江大学材料与化工学院院长。曾任吉林大学副校长等职。

## 生平
1952年毕业于浙江大学化学系。1991年当选为中国科学院学部委员（院士）。
截至2017年3月，沈家骢在中國學術刊物發表500多篇學術論文，獲授權30多項發明專利。

## 個人生活
沈家骢喜歡打楊式太極拳，喜愛喝綠茶。